# Adrorhizon purpurascens
Adrorhizon purpurascens – gatunek roślin z monotypowego rodzaju Adrorhizon z rodziny storczykowatych (Orchidaceae). Endemit Sri Lanki w Azji. Rośliny te są epifitami.

## Systematyka
Gatunek sklasyfikowany do podplemienia Adrorhizinae w plemieniu Vandeae, podrodzina epidendronowe (Epidendroideae), rodzina storczykowate (Orchidaceae), rząd szparagowce (Asparagales) w obrębie roślin jednoliściennych.